# NGC 2451
NGC 2451 è un brillante ammasso aperto doppio, visibile nella costellazione australe della Poppa; giace sulla scia luminosa della Via Lattea australe ed è visibile anche ad occhio nudo sotto cieli pure non perfetti.

## Osservazione

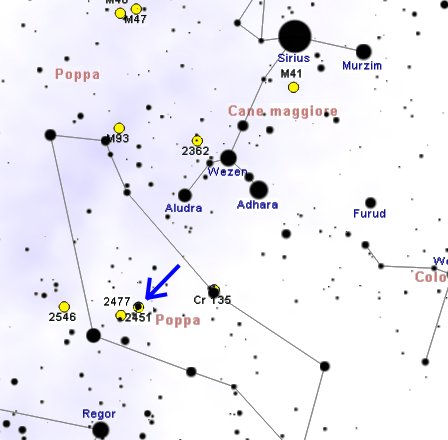
Mappa per individuare NGC 2451.

L'ammasso è individuabile facilmente poco a nord della retta che congiunge le stelle π Puppis e ζ Puppis; ad occhio nudo è già ben evidente come una macchia chiara con alcune minute stelline al centro, di cui una appare dominante. Essendo un oggetto posto a latitudini piuttosto australi, non poté essere osservato da Charles Messier (il quale, per altro, notò comunque degli oggetti di questo emisfero, ma aventi declinazione inferiore). È composto quasi interamente da stelle brillanti, ciò permette che l'osservazione al binocolo risulti la più gratificante; al telescopio l'oggetto si fa infatti rarefatto, e diventa difficile apprezzarne la bellezza; al centro si trova la stella c Puppis, una stella rossa, chiaramente estranea all'oggetto, il cui colore contrasta fortemente con il resto dell'ammasso, composto principalmente da stelle bianche e azzurre. Nelle vicinanze si può osservare pure un ammasso composto da stelle meno luminose, ma più compatto: NGC 2477.
NGC 2451 si mostra dall'emisfero boreale nelle notti invernali, ed è osservabile senza grosse difficoltà anche dalle latitudini temperate inferiori, a patto di avere l'orizzonte sud libero e un cielo discreto; nell'emisfero australe invece è osservabile per buona parte dell'anno, specie durante l'estate australe. Il periodo di massima visibilità nel cielo serale va mediamente da gennaio ad aprile.

## Storia delle osservazioni
Quest'oggetto celeste fu osservato per la prima volta dall'astronomo siciliano Giovan Battista Hodierna, qualche anno prima del 1654; egli indicò infatti un oggetto posto nelle coordinate dell'ammasso e lo inserì nel suo catalogo di 40 oggetti non stellari. In seguito venne ignorato dal Messier e fu riosservato da John Herschel, che lo indicò come un oggetto molto diffuso composto da stelle luminose.
Nel corso degli anni sessanta venne proposto che non si trattasse di un ammasso vero e proprio, ma di una parte più densa di una vasta e antica associazione OB che in origine comprendeva gli addensamenti oggi noti come Cr 135, Cr 140 e Cr 147; negli anni novanta infine si è stabilito che gran parte delle stelle del presunto ammasso non sono legate da evidenze di comune moto proprio, sebbene 24 stelle appaiano invece legate da movimenti simili. Fu così ipotizzata l'esistenza di una Associazione stellare della Poppa, ad una distanza di circa 700 anni luce dal sistema solare.

## Caratteristiche

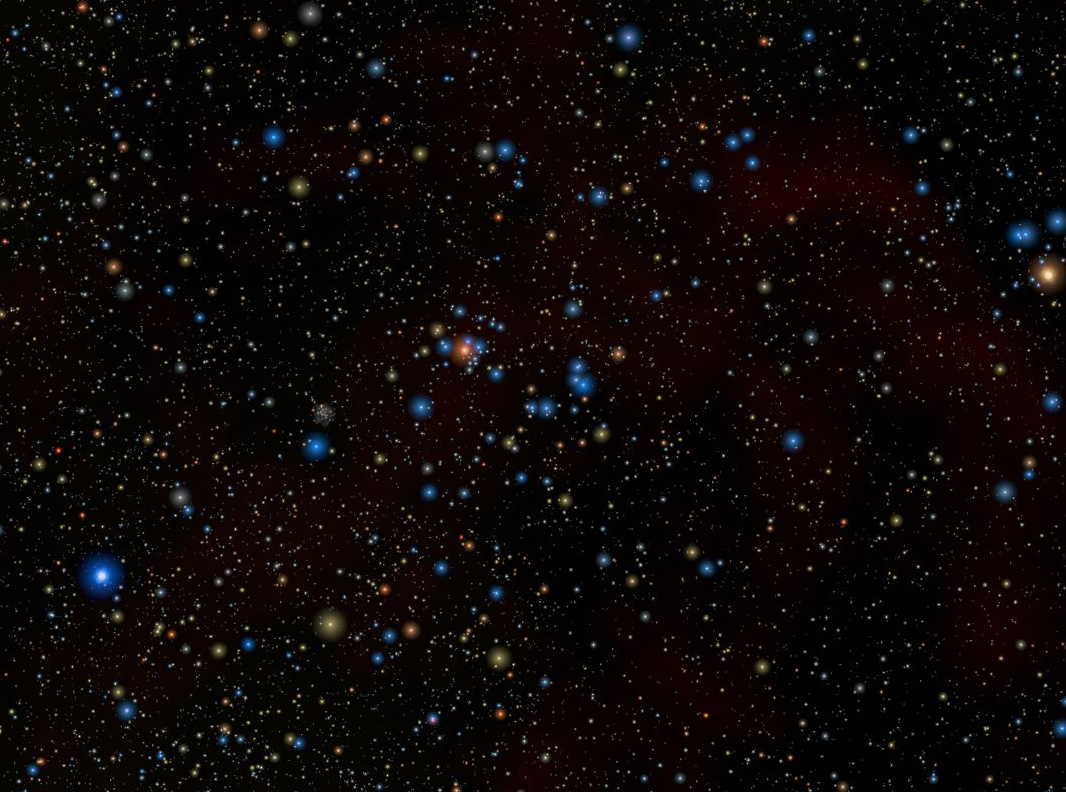
Area di cielo nei dintorni di NGC 2451, che è invece l'addensamento centrale con una stella rossa al centro; la stella a sinistra è, quella a destra è.

Secondo uno studio del 2003, NGC 2451 sarebbe in realtà il risultato della sovrapposizione di due ammassi aperti, distanti e indipendenti fra loro, che appaiono riuniti in un unico oggetto solo per un effetto prospettico: NGC 2451 A è il più vicino dei due, posto ad una distanza di 206 parsec (671 anni luce); il secondo, NGC 2451 B, è più lontano, a 370 parsec (1206 anni luce) di distanza. La zona dell'ammasso è difficile da studiare a causa dell'elevatissimo numero di stelle di fondo, causato a sua volta dalla presenza del Braccio di Orione, il più vicino a noi, le cui stelle risultano inevitabilmente più luminose; le stelle appartengono tutte alla sequenza principale. Delle componenti dell'"unico ammasso apparente", 39 sono state identificate come membri di NGC 2451 A e 49 apparterrebbero al più distante NGC 2451 B; una ventina fra le stelle più deboli apparterrebbero o all'uno o all'altro ammasso, mentre una quarantina di altre stelle di fondo non farebbero parte di nessuno dei due oggetti.
L'età degli ammassi è stimata sui 50-80 milioni di anni per NGC 2451 A, e circa 50 milioni di anni per NGC 2451 B.
L'area di cielo in cui si trova l'ammasso è pervasa da una debole nebulosità diffusa, visibile nelle foto a lunga posa o nell'infrarosso; in realtà si tratta di un oggetto estraneo agli ammassi, essendo una protuberanza del vastissimo complesso nebuloso noto come Nebulosa di Gum, un resto di supernova di notevole estensione che sembra ricoprire un'area di cielo vasta quanto una costellazione di media grandezza.

### Libri
- (EN) Stephen James O'Meara, Deep Sky Companions: The Caldwell Objects, Cambridge University Press, 2003, ISBN 0-521-55332-6.

### Carte celesti
- Tirion, Rappaport, Lovi, Uranometria 2000.0 - Volume II - The Southern Hemisphere to +6°, Richmond, Virginia, USA, Willmann-Bell, inc., 1987, ISBN 0-943396-15-8.
- Tirion, Sinnott, Sky Atlas 2000.0 - Second Edition, Cambridge, USA, Cambridge University Press, 1998, ISBN 0-933346-90-5.
- Tirion, The Cambridge Star Atlas 2000.0, 3ª ed., Cambridge, USA, Cambridge University Press, 2001, ISBN 0-521-80084-6.